# Bernardino India

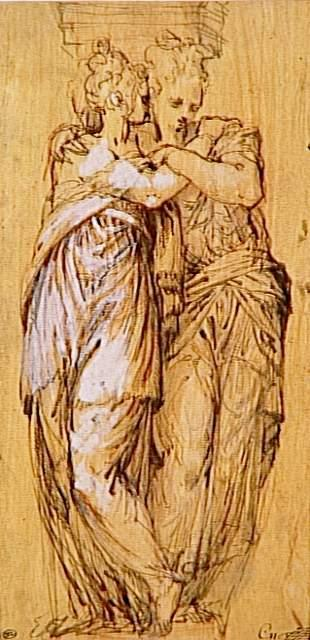
Cariatidi, disegno

Bernardino India (Verona, 1528 – 1590) è stato un pittore italiano.

## Stile
India fu allievo di Domenico Brusasorzi e risentì dell'influsso del manierismo emiliano, in particolar modo di Parmigianino. La sua opera è riconoscibile per l'uso dello sfondo scuro, dal quale emergono personaggi dai tratti finemente cesellati. L'applicazione del colore a tinte vivaci lo avvicina al coetaneo Paolo Veronese, oltre che al proprio maestro.
Si applicò molto nell'ambito della grafica: di lui si conservano numerosi disegni che tradiscono il suo interesse nella decorazione ma anche nell'ambito dell'architettura.

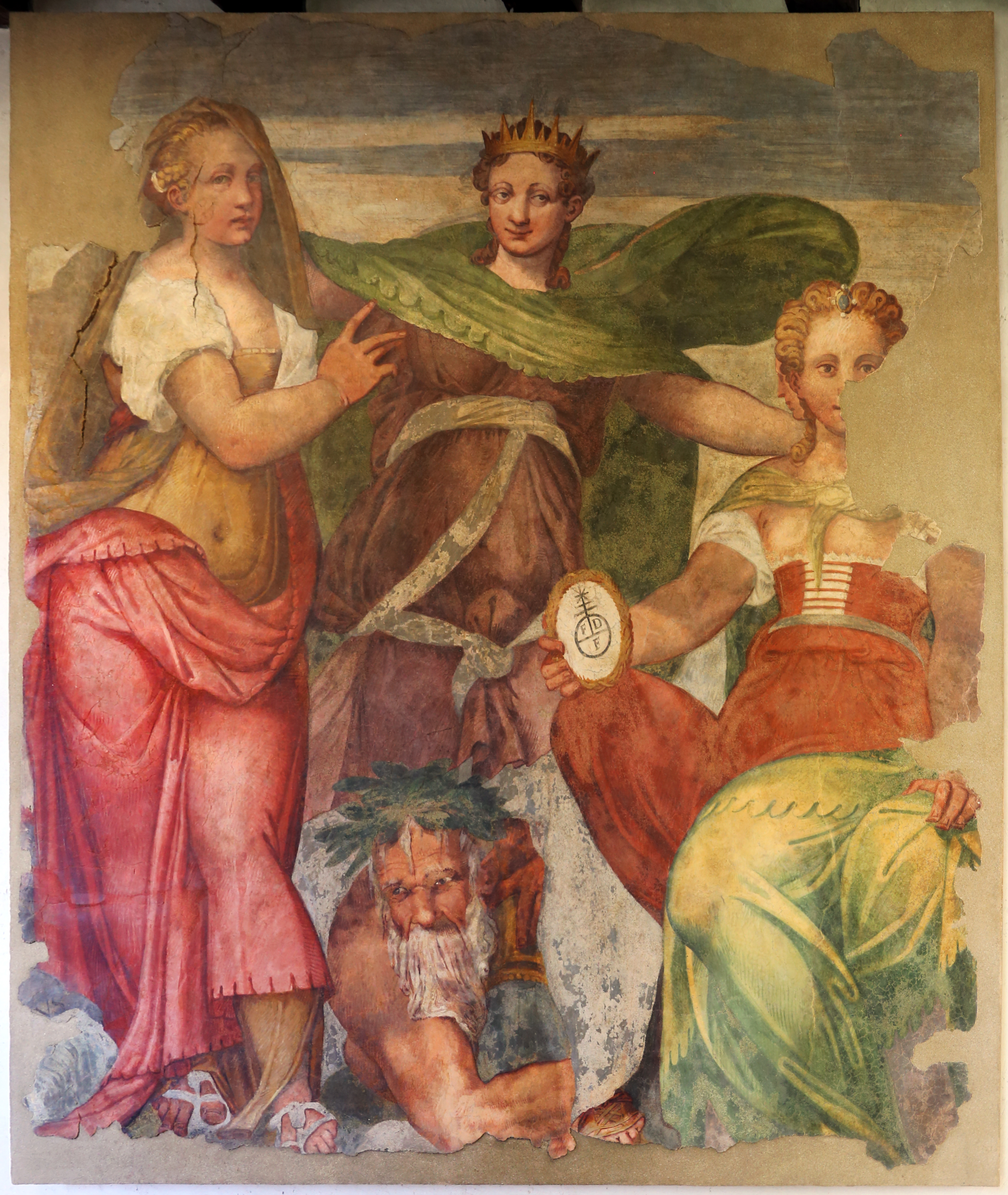
Affreschi dalla facciata meridionale di Palazzo Fiorio Sella seta a Verona: allegorie di Verona, Rovigo e Treviso, 1555 ca

Nella prima parte della sua carriera di pittore, di Bernardino India si segnalò principalmente come frescante e autore di grottesche per palazzi privati, iniziando la sua carriera attorno al 1550 con Michele Sanmicheli a Palazzo Canossa. Conobbe in seguito Andrea Palladio e lavorò per lui nei cantieri di Palazzo Thiene a Vicenza e di Villa Pojana a Pojana Maggiore. Eccezion fatta per queste ville vicentine, il resto dell'attività di Bernardino si concentra nella città di Verona, dopo continuò a lavorare come frescante a Palazzo Bocca Trezza e a Palazzo Della Torre, a fianco di artisti con cui aveva collaborato nei cantieri sanmicheliani e palladiani, quali Bartolomeo Ridolfi e Anselmo Canera. Molto famosi furono gli affreschi per Palazzo Florio della Seta, iniziati da Domenico Brusasorzi e terminati dall'India, di cui rimangono alcuni frammenti staccati prima della demolizione del palazzo e conservati nel Museo Cavalcaselle.

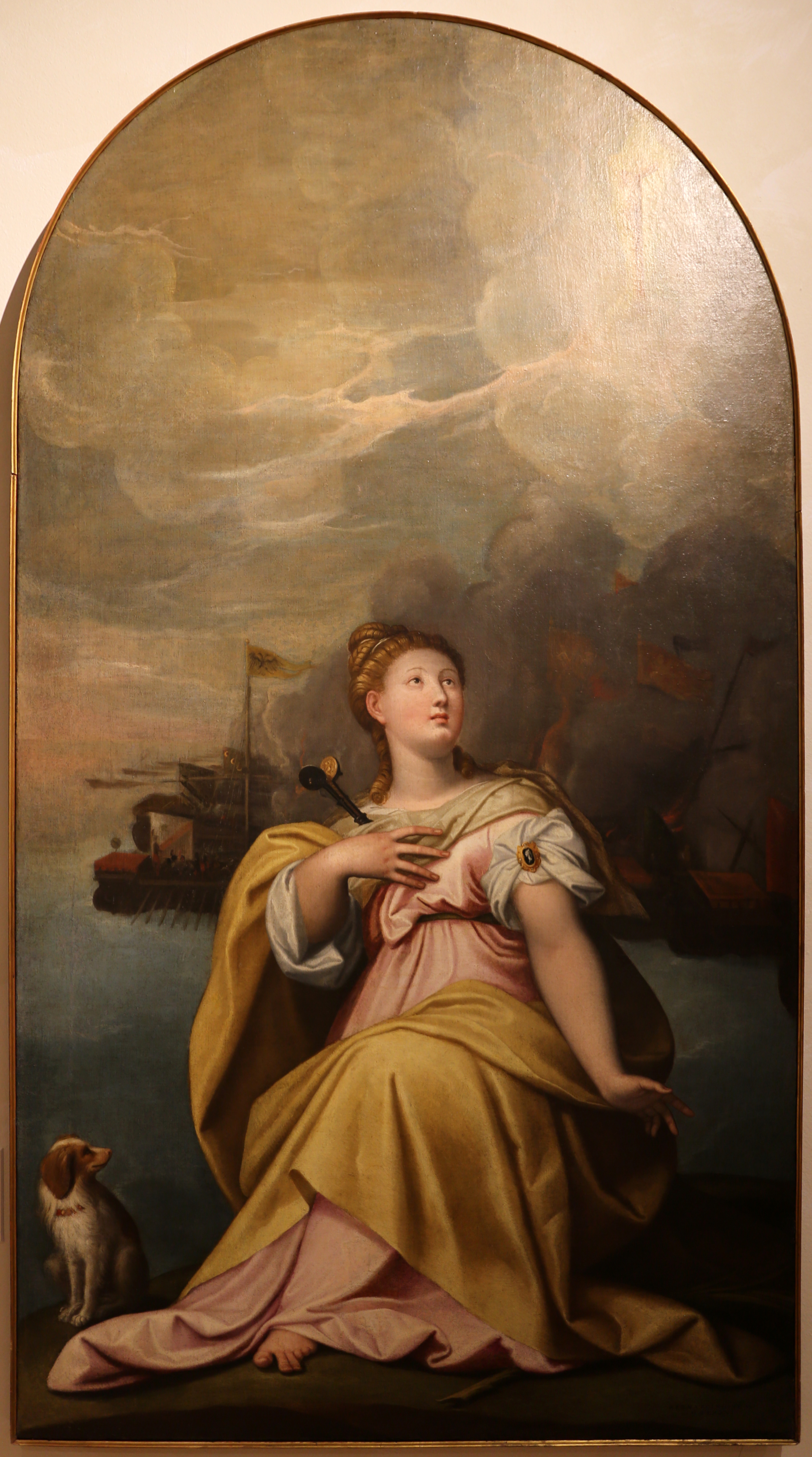
Santa Giustina, 1576

A partire dagli anni Sessanta, l'India iniziò a realizzare pale d'altare per le chiese cittadine e non, dapprima a fianco di Orlando Flacco poi in autonomia, abbandonando quasi completamente l'attività di frescante. Alcune delle opere più significative sono state realizzate per la chiesa di San Bernardino, l'Adorazione dei pastori del 1572 per l'altare della famiglia Giuliari e la Vergine con il Bambino e sant'Anna del 1579, quest'ultima per la Cappella Pellegrini di Sanmicheli. Altre opere sono conservate al Museo di Castelvecchio, quali la Santa Giustina del 1576 e il Martirio di Santa Degnamerita del 1590, la sua ultima opera, com'è riportato da un'iscrizione (evidentemente apocrifa) sulla tela.

## Opere principali

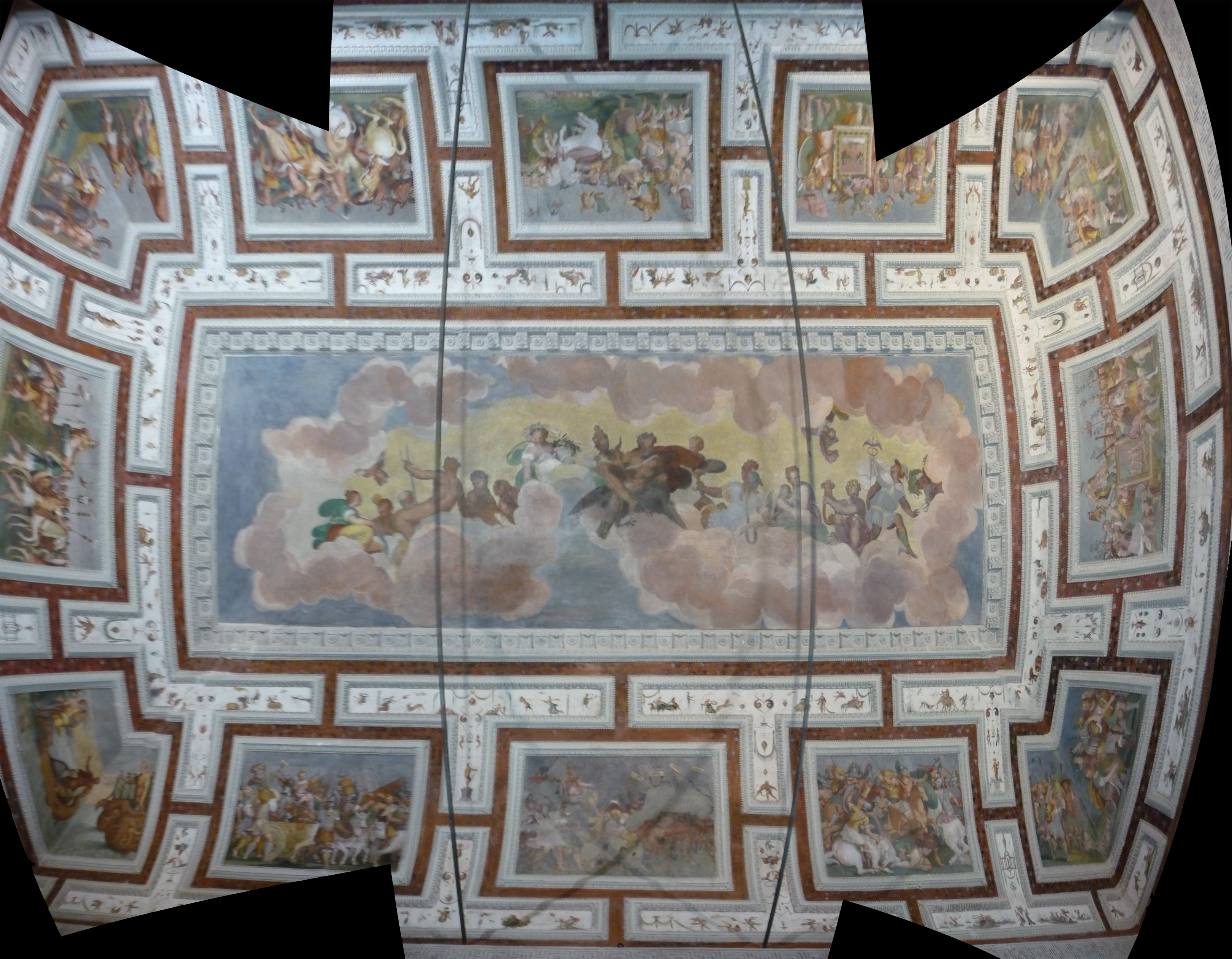
Affreschi di villa Poiana

- 1552-1555 Affreschi di Palazzo Thiene (Vicenza)
- 1555-1558 Affreschi di Palazzo Fiorio Della Seta (Verona, Museo Cavalcaselle)
- 1564-1566 La Madonna e il Bambino ricevono l'omaggio di Verona presentata dai santi Zeno e Pietro martire (Verona, Museo di Castelvecchio), realizzata con Orlando Flacco
- 1572 Adorazione dei pastori (Verona, San Bernardino)
- 1576 Santa Giustina (Verona, Museo di Castelvecchio)
- 1579 Vergine con il Bambino e Sant'Anna (Verona, San Bernardino)
- 1584 Caduta di San Paolo (Verona, Santi Nazaro e Celso)
- 1590 Martirio di Santa Degnamerita (Verona, Museo di Castelvecchio)